# Турново
Турново (мкд. Турново) је насеље у Северној Македонији, у југоисточном делу државе. Турново је у саставу општине Босилово.

## Географија
Турново је смештено у југоисточном делу Северне Македоније. Од најближег града, Струмице, насеље је удаљено 10 km источно.
Насеље Турново се налази у историјској области Струмица. Насеље је положено у средишњем делу плодног Струмичког поља. Јужно од насеља протиче река Струмица. Само насеље је смештено на речици Турији, левој притоци реке Струмице. По реци Турији село је добило назив. Надморска висина насеља је приближно 215 метара.
Месна клима је блажи облик континенталне због близине Егејског мора (жарка лета).

## Историја
По статистици секретара Бугарске егзархије, 1905. године у Турнову је живело 280 Словена, верника Бугарске егзархије и 250 Турака, а у том, отоманском раздобљу, у Турнову је радила бугарска школа.

## Становништво
Турново је према последњем попису из 2021. године имало 634 становника.
| Национални састав према попису из 2021.‍ | Национални састав према попису из 2021.‍ | Национални састав према попису из 2021.‍ | Национални састав према попису из 2021.‍ | Национални састав према попису из 2021.‍ |
| --------------------------------------- | --------------------------------------- | --------------------------------------- | --------------------------------------- | --------------------------------------- |
|                                         |                                         |                                         |                                         |                                         |
| Македонци                               | Македонци                               |                                         | 584                                     | 92,1%                                   |
| непописани                              | непописани                              |                                         | 47                                      | 7,4%                                    |

Претежна вероисповест месног становништва је православље.